# Volker Klemm

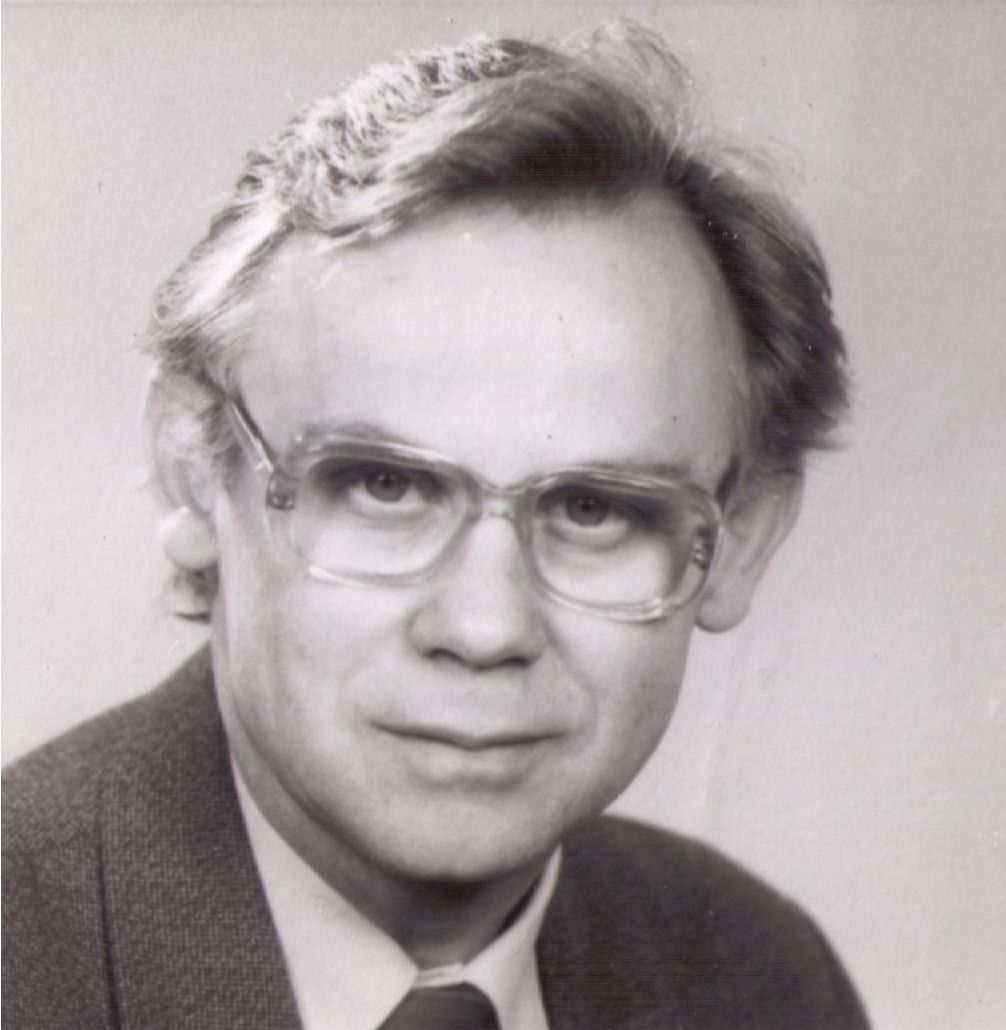
Volker Klemm

Volker Klemm (* 28. April 1930 in Spremberg, Niederlausitz; † 28. Februar 2018) war ein deutscher Agrarhistoriker. Von 1966 bis 1995 lehrte er Agrargeschichte an der Humboldt-Universität zu Berlin. Sein Forschungsschwerpunkt war die Geschichte der Agrarwissenschaften in Deutschland. Er beschritt neue Wege auf dem Gebiet der Agrarbiographik. Mit zahlreichen Veröffentlichungen und Vorträgen über das Lebenswerk von Albrecht Daniel Thaer hat er in den letzten Jahrzehnten die Thaer-Forschung entscheidend mitgestaltet und nachhaltig beeinflusst.

## Leben
Volker Klemm legte das Abitur im Frühjahr 1949 an der Jakobson-Oberschule in Seesen am Harz ab. Anschließend absolvierte er einen neunmonatigen Lehrgang als Grundschullehrer an einem Lehrerbildungsinstitut in Cottbus. Von 1950 bis 1952 unterrichtete er an einer Grundschule in Frankfurt (Oder) vor allem Mathematik und naturwissenschaftliche Fächer. 1951 legte er die erste, 1952 die zweite Lehrerprüfung ab. Nachdem er im Sommer 1952 aus dem Lehrerberuf ausgeschieden war, studierte er bis 1956 Geschichte und Pädagogik an der Philosophischen Fakultät der Humboldt-Universität zu Berlin.
Auf seinem weiteren Weg zum Hochschullehrer wurde diese Universität seine wissenschaftliche Heimat. Ab 1957 arbeitete er als wissenschaftlicher Assistent am Institut für Agrarökonomie der Humboldt-Universität. Unter der Ägide von Karl Obermann und Walter Schmidt promovierte er 1960 mit einer Dissertation über das Revolutionsjahr 1848 in der Stadt Frankfurt (Oder). In seiner Habilitationsschrift von 1965 behandelte er die Krise in der deutschen Landwirtschaft zwischen den Jahren 1927 und 1933.
1966 wurde Klemm zum Dozenten für Agrargeschichte an der Landwirtschaftlich-Gärtnerischen Fakultät der Humboldt-Universität zu Berlin ernannt. Nachdem 1970 das Fach Agrargeschichte der Sektion Pflanzenproduktion zugeordnet worden war, entstand 1975 ein eigenständiger Wissenschaftsbereich, das Institut für Ausländische Landwirtschaft und Agrargeschichte. Klemm, der 1972 zum außerordentlichen Professor ernannt worden war, wurde damit zuständig für die agrargeschichtliche Lehre und Forschung an den agrarwissenschaftlichen Sektionen der Humboldt-Universität Berlin. 1981 wurde er zum ordentlichen Professor ernannt und auf einen neugeschaffenen Lehrstuhl für Agrargeschichte berufen. Es war der einzige Lehrstuhl für dieses Fachgebiet an einer Universität der DDR.
Von 1990 bis 1993 war Klemm Prorektor der Humboldt-Universität zu Berlin und zugleich Prodekan der Landwirtschaftlich-Gärtnerischen Fakultät. Nach der Evaluierung und Neustrukturierung der Humboldt-Universität wurde er 1993 als Universitätsprofessor für das neugeschaffene Fachgebiet „Sozialgeschichte der Agrarentwicklung“ übernommen. Hier wirkte er bis zu seiner Emeritierung im Jahre 1995.
Volker Klemm saß als NDPD-Mitglied in der Volkskammer der DDR und war dort zuletzt Mitglied in dem am 13. November 1989 berufenen „Zeitweiligen Ausschuß zur Überprüfung von Fällen des Amtsmißbrauchs, der Korruption, der persönlichen Bereicherung und anderer Handlungen, bei denen der Verdacht auf Gesetzesverletzungen besteht“. Durch seine Veröffentlichungen wurden Arbeit und Ergebnisse des Ausschusses einer breiten Öffentlichkeit zugänglich.

## Forschung und Lehre
Klemm, federführender Herausgeber des offiziellen DDR-Hochschullehrbuches „Agrargeschichte. Von den bürgerlichen Agrarreformen zur sozialistischen Landwirtschaft in der DDR“ (1978, 1985), vertrat zwar in der Lehre das Gesamtgebiet seines Faches, zu seinem Forschungsschwerpunkt entwickelte sich jedoch seit dem Ende der 60er Jahre alsbald die Geschichte der Agrarwissenschaften. Mit seiner 1968 erschienenen, vorbildlich dokumentierten Biographie über Albrecht Daniel Thaer präsentierte er beachtenswerte neue Gedanken und Erkenntnisse und setzte Maßstäbe für die zukünftige Thaer-Forschung. Zahlreiche von ihm betreute Diplom- und Forschungsarbeiten, sowie Dissertationen über Thaer entstanden in den folgenden Jahren.
Die Widerstände bei den damals forschungsleitenden DDR-Institutionen gegen sein neues Arbeitsgebiet waren zunächst beträchtlich. Nutzbringend wirkte sich jedoch allmählich ein wachsendes Interesse einiger naturwissenschaftlicher Bereiche aus den agrarwissenschaftlichen Sektionen für die Forschungsvorhaben Klemms aus. Größere Akzeptanz gewann er schließlich auch dadurch, dass er Anschluss fand an eine Forschergruppe beim Institut für Wirtschaftsgeschichte der Akademie der Wissenschaften der DDR, die eine mehrbändige Geschichte der Produktivkräfte, zu denen auch die Agrarwissenschaften gehörten, erarbeitete. Da diese Forschergruppe mit ihrer Arbeit nur sehr langsam vorankam, konnte Klemm unter dem Schutz dieses Projektes fast zwei jahrzehntelang seine Forschungsarbeiten zur Geschichte der Agrarwissenschaften durchführen.
1978, aus Anlass des 150. Todestags von Albrecht Daniel Thaer, gelang es Klemm, besonders aktiv unterstützt von Vertretern aus agrarischen naturwissenschaftlichen und technologischen Bereichen, die Berliner Humboldt-Universität, die Akademie der Landwirtschaftswissenschaften der DDR und die Historiker-Gesellschaft der DDR für eine gemeinsame Tagung mit internationaler Beteiligung zu gewinnen. Die Feierlichkeiten und die wissenschaftlichen Vorträge trugen wesentlich dazu bei, dass die historische Bedeutung Thaers in der DDR wieder stärker in das öffentliche Bewusstsein gelangte. Volker Klemm galt fortan weltweit als der kompetenteste Thaer-Forscher.
Die in der historischen Forschung stark vernachlässigte Agrarbiographik ist von Volker Klemm in besonderem Maße gepflegt worden. Neben Albrecht Daniel Thaer hat er zahlreiche andere Persönlichkeiten aus der Geschichte des Landbaus in längeren Abhandlungen oder kürzeren Beiträgen gewürdigt und ihre Verdienste für die Menschheit wieder lebendig gemacht. Beachtenswert sind die gemeinsam mit Hans-Heinrich Müller verfassten Streiflichter über bedeutende deutsche Landwirte und Wissenschaftler, die 1988 als Buch unter dem Titel „Im Dienste der Ceres“ erschienen sind.
Als ein Meilenstein in der Wissenschaftsgeschichte des Landbaus gilt Klemms 1992 erschienenes Werk „Agrarwissenschaften in Deutschland. Geschichte – Tradition. Von den Anfängen bis 1945“. Es ist die erste umfassende Darstellung der Entwicklungsgeschichte der Agrarwissenschaften im deutschsprachigen Kulturraum seit dem 1865 erschienenen monumentalen Werk von Carl Fraas „Geschichte der Landbau- und Forstwissenschaft“. Den wiederholten Versuchen Klemms, die Geschichte der Agrarwissenschaften in Deutschland in der Zeit von 1933 bis 1945 speziell zu untersuchen, wurden in der DDR zeitweise starke Vorbehalte entgegengestellt. Daher konnte er erst nach 1990 seine wichtigsten Forschungsergebnisse darüber veröffentlichen. Am besten hat er diese Periode dokumentiert in dem 1994 erschienenen Buch „Agrarwissenschaften im Dritten Reich. Aufstieg oder Sturz?“
Klemms letzte Buchveröffentlichung ist das in Zusammenarbeit mit mehreren Mitarbeitern 1998 erschienene bibliophil gestaltete Werk „Von der Königlichen Akademie des Landbaus in Möglin zur Landwirtschaftlich-Gärtnerischen Fakultät der Humboldt-Universität zu Berlin“ – ein historischer Überblick über die Entwicklung der akademischen landbauwissenschaftlichen Traditionen in Berlin. Das Buch erschien zu einer Zeit als die Berliner Landesregierung eine Schließung der Berliner Agrarfakultät beabsichtigte. Vielleicht hat die Existenz dieses Buches dazu beigetragen, die seinerzeit geplante Schließung der „grünen“ Fakultät zu verhindern.
Neben den zahlreichen Büchern umfasst die Publikationsliste von Volker Klemm ca. 150 Beiträge in wissenschaftlichen Zeitschriften, Handbüchern und Sammelwerken. Nach der Wende engagierte sich Klemm in der 1991 gegründeten „Fördergesellschaft Albrecht Daniel Thaer“ mit Sitz in Möglin. Zeitweise war er Vorsitzender dieser Gesellschaft. Seine dort gehaltenen Vorträge über Thaer wurden in der „Schriftenreihe der Fördergesellschaft Albrecht Daniel Thaer“ (1991–1995) veröffentlicht.
50 Doktoranden führte Klemm zur Promotion; mehrere seiner Schüler begleitete er bis zur Habilitation. Anlässlich der Verabschiedung aus dem Hochschuldienst am 30. Juni 1995 ehrten ihn Kollegen, Schüler und Freunde mit einem Ehrensymposium. Die dort gehaltenen Vorträge wurden als Festschrift unter dem Titel „Entwicklungstendenzen in der agrargeschichtlichen Lehre und Forschung“ publiziert. Für seine wissenschaftlichen Verdienste als Agrarhistoriker verlieh ihm die Lajus-Kossuth-Universität Debrecen (Ungarn) 1996 die Ehrendoktorwürde. Im Herbst 1998 zeichnete ihn die Landwirtschaftlich-Gärtnerische Fakultät der Humboldt-Universität zu Berlin als ersten Wissenschaftler mit der neu gestifteten Albrecht Daniel Thaer-Medaille aus.

## Hauptwerke
- Bauernbewegungen des 16. Jahrhunderts im Markgrafentum Oberlausitz. In: Letopis. Reihe B. Nr. III, 1. Bautzen 1958, S. 26–62.
- Frankfurt/Oder im Revolutionsjahr 1848. Diss. phil. Humboldt-Universität zu Berlin 1960. Maschinenschrift.
- Ursachen und Verlauf der Krise der deutschen Landwirtschaft von 1927/28 bis 1933. Habil.-Schr. Landw.-Gärtn. Fak. Humboldt-Universität zu Berlin 1965. Maschinenschrift.
- Albrecht Daniel Thaer. Pionier der Landwirtschaftswissenschaften in Deutschland (mit Günther Meyer). VEB Max Niemeyer Verlag Halle (Saale) 1968.
- Von den bürgerlichen Agrarreformen zur sozialistischen Landwirtschaft in der DDR. Anerkanntes Lehrbuch für die Ausbildung an Universitäten und Hochschulen. Federführender Herausgeber: Volker Klemm. VEB Deutscher Landwirtschaftsverlag Berlin 1978; 2. überarbeitete und ergänzte Auflage ebd. 1985. – Ausgabe in japanischer Sprache, übersetzt von Tetsuo Oyabu und Takeshi Murata. Otsuki Shoten Publishers Tokyo 1980.
- Albrecht Daniel Thaer – Persönlichkeit und Werk. In: Tagungsbericht der Akademie der Landwirtschaftswissenschaften der DDR Nr. 173, Bd. 1 – Plenartagung (Albrecht-Daniel-Thaer-Tagung), Berlin 1979, S. 27–38.
- Von Thaer bis Mitscherlich. Kurzbiographien bedeutender Berliner Agrarwissenschaftler (mit Kurt Illner und Rita Rindermann). Beiträge zur Geschichte der Humboldt-Universität zu Berlin Nr. 16, Berlin 1987.
- Hans-Heinrich Müller und Volker Klemm: Im Dienste der Ceres. Streiflichter zu Leben und Werk bedeutender deutscher Landwirte und Wissenschaftler. Urania-Verlag Leipzig-Jena-Berlin 1988.
- Korruption und Amtsmißbrauch in der DDR. Bericht und Dokumentation über den im November 1989 gebildeten Ausschuß zur Untersuchung von Korruption und Amtsmißbrauch in der DDR. Deutsche Verlags-Anstalt Stuttgart 1991.
- Agrarwissenschaften in Deutschland. Geschichte – Tradition. Von den Anfängen bis 1945. Scripta Mercaturae Verlag St. Katharinen 1992.
- Agrarwissenschaften im „Dritten Reich“. Aufstieg oder Sturz? (1933-1945). Herausgegeben von der Fördergesellschaft Albrecht Daniel Thaer in Zusammenarbeit mit dem Fachgebiet Sozialgeschichte der Agrarentwicklung an der Landwirtschaftlich-Gärtnerischen Fakultät der Humboldt-Universität zu Berlin. Berlin 1994.
- Geschichte der Landwirtschaft in Brandenburg. Herausgegeben von V. Klemm, G. Darkow und H.-R. Bork. Verlag Mezögadsa Budapest 1998. – Darin u. a. von Volker Klemm (S. 77–129): Die Landbauwissenschaften in Brandenburg/Berlin – Von den Anfängen bis 1945.
- Das Revolutionsjahr 1848 im preußischen Regierungsbezirk Frankfurt an der Oder. Verlag Hermann Böhlaus Nachfolger, Weimar 1998 = Veröffentlichungen des Brandenburgischen Landeshauptarchivs Bd. 35.
- Von der Königlichen Akademie des Landbaus zu Möglin zur Landwirtschaftlich-Gärtnerischen Fakultät der Humboldt-Universität zu Berlin. Unter Mitwirkung von Reinhard Deutsch u. a. und Kerstin Neumann (Farbbilder). Humboldt-Universität zu Berlin 1998.
- Über agrarwissenschaftliche Lehren Thaers und Thünens – Unterschiede und Ursachen. In: Tellower Thünen-Schriften Bd. 4, 2004, S. 9–35 (mit Kurzbiographie Volker Klemm auf S. 36).